# Ronde van Italië 1930
| Eindklassement      |                    |              |
| Algemeen klassement | Luigi Marchisio    | 115h 11' 55" |
| Tweede              | Luigi Giacobbe     | + 0' 52"     |
| Derde               | Allegro Grandi     | + 1' 49"     |
| Vierde              | Ambrogio Morelli   | + 11' 12"    |
| Vijfde              | Antonio Pesenti    | + 16' 01"    |
| Zesde               | Antonio Negrini    | + 17' 48"    |
| Zevende             | Felice Gremo       | + 22' 28"    |
| Achtste             | Aristide Cavallini | + 23' 58"    |
| Negende             | Learco Guerra      | + 36' 10"    |
| Tiende              | Amerigo Cacioni    | + 37' 11"    |
| (Bel)               | ... ()             | + ..' .."    |
| (Ned)               | ... ()             | + ..' .."    |
| Rode Lantaarn       | ... (67e)          | + .h ..' .." |
| Ploegenklassement   | Bianchi            | ...h ..' .." |
| Tweede              | ...                | -            |
| Derde               | ...                | -            |

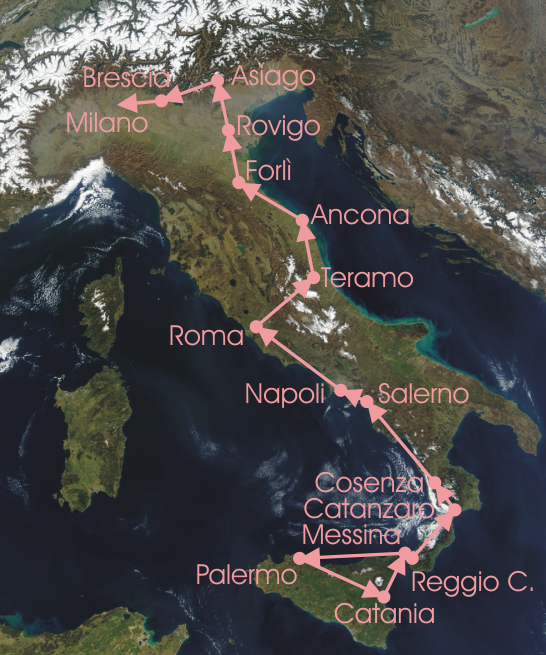
Ronde van Italië 1930

In 1930 ging de 18e Giro d'Italia op 17 mei van start in Messina en eindigde op 8 juni in Milaan. Er stonden 115 renners aan de start. Deze ronde werd gewonnen door de Italiaan Luigi Marchisio.
Aantal ritten: 15

Totale afstand: 3907 km

Gemiddelde snelheid: 26,88 km/h

Aantal deelnemers: 115, waarvan er 67 de eindstreep haalden.

## Etappe uitslagen
| Datum  | Etappe    | Parcours                    | Afstand | Eerste                    | Tweede                         | Derde                          | Klassementsleider     |
| ------ | --------- | --------------------------- | ------- | ------------------------- | ------------------------------ | ------------------------------ | --------------------- |
| 17 mei | etappe 1  | Messina - Catania           | 174 km  | Michele Mara (Ita)        | Marco Giuntelli (Ita)          | Antonio Giuseppe Negrini (Ita) | Michele Mara (Ita)    |
| 18 mei | etappe 2  | Catania - Palermo           | 280 km  | Leonida Frascarelli (Ita) | Antonio Giuseppe Negrini (Ita) | Ambrogio Enrico Morelli (Ita)  | Antonio Negrini (Ita) |
| 20 mei | etappe 3  | Palermo - Messina           | 257 km  | Luigi Marchisio (Ita)     | Learco Guerra (Ita)            | Amerigo Cacioni (Ita)          | Luigi Marchisio (Ita) |
| 22 mei | etappe 4  | Reggio Calabria - Catanzaro | 173 km  | Luigi Marchisio (Ita)     | Raffaele Di Paco (Ita)         | Francesco Camusso (Ita)        | Luigi Marchisio (Ita) |
| 23 mei | etappe 5  | Catanzaro - Cosenza         | 118 km  | Domenico Piemontesi (Ita) | Francesco Camusso (Ita)        | Learco Guerra (Ita)            | Luigi Marchisio (Ita) |
| 25 mei | etappe 6  | Cosenza - Salerno           | 292 km  | Allegro Grandi (Ita)      | Raffaele Di Paco (Ita)         | Angelo Gremo (Ita)             | Luigi Marchisio (Ita) |
| 27 mei | etappe 7  | Salerno - Napels            | 180 km  | Raffaele Di Paco (Ita)    | Learco Guerra (Ita)            | Leonida Frascarelli (Ita)      | Luigi Marchisio (Ita) |
| 28 mei | etappe 8  | Napels - Rome               | 247 km  | Learco Guerra (Ita)       | Antonio Giuseppe Negrini (Ita) | Raffaele Di Paco (Ita)         | Luigi Marchisio (Ita) |
| 30 mei | etappe 9  | Rome - Teramo               | 203 km  | Michele Mara (Ita)        | Luigi Giacobbe (Ita)           | Luigi Marchisio (Ita)          | Luigi Marchisio (Ita) |
| 31 mei | etappe 10 | Teramo - Ancona             | 185 km  | Michele Mara (Ita)        | Alfredo Dinale (Ita)           | Domenico Piemontesi (Ita)      | Luigi Marchisio (Ita) |
| 2 juni | etappe 11 | Ancona - Forlì              | 182 km  | Learco Guerra (Ita)       | Alfredo Dinale (Ita)           | Ambrogio Enrico Morelli (Ita)  | Luigi Marchisio (Ita) |
| 3 juni | etappe 12 | Forlì - Rovigo              | 188 km  | Michele Mara (Ita)        | Learco Guerra (Ita)            | Luigi Marchisio (Ita)          | Luigi Marchisio (Ita) |
| 5 juni | etappe 13 | Rovigo - Asiago             | 150 km  | Antonio Pesenti (Ita)     | Leonida Frascarelli (Ita)      | Luigi Marchisio (Ita)          | Luigi Marchisio (Ita) |
| 6 juni | etappe 14 | Asiago - Bescia             | 186 km  | Leonida Frascarelli (Ita) | Domenico Piemontesi (Ita)      | Raffaele Di Paco (Ita)         | Luigi Marchisio (Ita) |
| 8 juni | etappe 15 | Bescia - Milaan             | 280 km  | Michele Mara (Ita)        | Carlo Rovida (Ita)             | Pierino Ferioli (Ita)          | Luigi Marchisio (Ita) |

 winnaars · 
roze trui · 
  puntenklassement · 
  bergklassement · 
 jongerenklassement · 
 intergiro · 
 ploegenklassement · 
 strijdlust · 
 zwarte trui
Giro d'Italia Next Gen · Giro Donne · Cima Coppi
 Belgische rozetruidragers · etappewinnaars
 Nederlandse rozetruidragers · etappewinnaars
Mannen:
1909 · 
1910 · 
1911 · 
1912 · 
1913 · 
1914 · 
1919 · 
1920 · 
1921 · 
1922 · 
1923 · 
1924 · 
1925 · 
1926 · 
1927 · 
1928 · 
1929 · 
1930 · 
1931 · 
1932 · 
1933 · 
1934 · 
1935 · 
1936 · 
1937 · 
1938 · 
1939 · 
1940 · 
1946 · 
1947 · 
1948 · 
1949 · 
1950 · 
1951 · 
1952 · 
1953 · 
1954 · 
1955 · 
1956 · 
1957 · 
1958 · 
1959 · 
1960 · 
1961 · 
1962 · 
1963 · 
1964 · 
1965 · 
1966 · 
1967 · 
1968 · 
1969 · 
1970 · 
1971 · 
1972 · 
1973 · 
1974 · 
1975 · 
1976 · 
1977 · 
1978 · 
1979 · 
1980 · 
1981 · 
1982 · 
1983 · 
1984 · 
1985 · 
1986 · 
1987 · 
1988 · 
1989 · 
1990 · 
1991 · 
1992 · 
1993 · 
1994 · 
1995 · 
1996 · 
1997 · 
1998 · 
1999 · 
2000 · 
2001 · 
2002 · 
2003 · 
2004 · 
2005 · 
2006 · 
2007 · 
2008 · 
2009 · 
2010 · 
2011 · 
2012 · 
2013 · 
2014 · 
2015 · 
2016 · 
2017 · 
2018 · 
2019 · 
2020 · 
2021 · 
2022 · 
2023 · 
2024 · 
2025
Vrouwen:
1988 · 
1989 · 
1990 · 
1991 ·
1992 ·
1993 · 
1994 · 
1995 · 
1996 · 
1997 · 
1998 · 
1999 · 
2000 · 
2001 · 
2002 · 
2003 · 
2004 · 
2005 · 
2006 · 
2007 · 
2008 · 
2009 · 
2010 · 
2011 · 
2012 ·
2013 · 
2014 ·
2015 ·
2016 ·
2017 ·
2018 ·
2019 ·
2020 ·
2021 ·
2022 ·
2023 ·
2024 ·
2025